# Ischnocampa mamona
Ischnocampa mamona là một loài bướm đêm thuộc phân họ Arctiinae, họ Erebidae.